# История DSM
История создания и трансформации Диагностического и статистического руководства по психическим расстройствам (DSM). Первая редакция DSM была опубликована в 1952 году в США. В первых редакциях DSM было заметно влияние психоанализа и эклектичной теории «психобиологии» американского психиатра Адольфа Мейера. Редакции DSM-I и DSM-II не обладали большой значимостью и влиянием в психиатрии. В конце 1960-х и 1970-х годах психиатрия в США оказывается в кризисе и сталкивается с решительной критикой. В том числе психиатров критикуют за отсутствие методов объективной диагностики психических расстройств. Группа биологически ориентированных психиатров во главе с Робертом Спитцером решает кардинально переработать новую редакцию DSM-III для потенциальной возможности более точной диагностики. Также биологически ориентированные психиатры успешно используют создание DSM-III, чтобы избавиться от влияния психоанализа в психиатрии. DSM-III был опубликован в 1980 году и считается началом «смены парадигмы» в психиатрии. После этого психоанализ окончательно теряет всякое влияние, а биологическая психиатрия начинает доминировать. Однако с 2010-х годов начинает нарастать критика теоретической модели DSM со стороны исследователей. DSM критикуют за отсутствие валидности диагнозов. Исследователи начинают видеть в DSM препятствие, которое мешает обнаружить биомаркеры психических расстройств и понять биологический базис психических расстройств. Также DSM критикуют за предполагаемую чрезмерную медикализацию, которая вызывает гипердиагностику и ятрогенный вред от избыточного назначения психотропных препаратов.

## Классификации психических расстройств и безумия до появления DSM
Попытки создать классификации психических расстройств известны со времен древности. Идущая от Гиппократа и Галена медицинская традиция объясняла все болезни дисбалансом четырёх телесных жидкостей (гуморов): крови, черной желчи, желтой желчи и флегмы. Считалось, что избыток или недостаток одной из этих жидкостей способен вызвать меланхолию, агрессию, импульсивность, апатию:14-15.
В конце XVIII века и в начале XIX века в США стали появляться лечебницы, где содержались люди с психическими расстройствами. С возникновением и развитием этих учреждений связано появление психиатрической профессии, специализирующейся на понимании и терапии психических расстройств. Причины и природа психических расстройств были неизвестны, поэтому ранние представители психиатрической профессии при составлении первых классификаций вынуждены были полагаться только на внешне заметные симптомы. С помощью такого метода французский психиатр (алиенист) Филипп Пинель создал классификацию, в которой было всего четыре диагностических сущности: мания (состояния, связанные со вспышками гнева и взбудораженностью), меланхолия (тяжелая депрессия), деменция (нарушение мышления), идиотизм (умственная отсталость или органическое слабоумие):15—16.
В XIX веке в США психиатры в лечебницах проявляли мало интереса к созданию и уточнению классификаций психических расстройств. Некоторые из них говорили об интеллектуальной бесплодности попыток создать универсальную классификацию психических расстройств на основе знаний того времени, которые ограничивались лишь симптомами. Ведь патология, которая лежит за психическими расстройствами была им неизвестна, а раскладывать многочисленные и изменчивые внешние симптомы безумия по различным категориям можно бесконечно:16.
За пределами закрытых психиатрических лечебниц в США предлагались свои концептуализации психических расстройств. Во второй половине XIX века американский невролог Джордж Бирд предложил концепт «неврастении», получивший популярность. Этот концепт включал в себя большое количество всевозможных проявлений: усталость, плохое настроение, слабость, тревожность. В соответствии с медицинской теорией того времени, Бирд считал, что причиной неврастении является истощение энергии в нервах, и таким образом эта болезнь является по своей природе соматической:17.
Одним из стимулов к разработке новых классификаций стало открытие нейросифилиса. В конце XIX века до 20 % всех пациентов психиатрических лечебниц страдали нейросифилисом, который был тогда известен под названиями «паралитическое слабоумие» или «прогрессивный паралич». У известного психического расстройства была обнаружена биологическая причина, которую можно было объективно идентифицировать и понимать как подлинно медицинскую болезнь. Это событие дало надежду, что точно также будут найдены органические причины других психических расстройств:17.
В конце XIX века появилась влиятельная классификация психических расстройств, созданная немецким психиатром Эмилем Крепелиным. В своем подходе Крепелин предложил сместить фокус с симптомов и внешних проявлений психического расстройства на его течение и исход. Проанализировав тысячи историй болезней, Крепелин выделил два типа психических расстройств, опираясь на закономерности их течения и исхода. Первый тип был «деменцией прекокс» (ранее слабоумие), второй тип — маниакально-депрессивным психозом. Свойством деменции прекокс было необратимое ухудшение состояния пациента со временем и неизбежно плохой исход. У маниакально-депрессивного психоза был в целом благоприятный прогноз, который не обязательно вызывал неизбежное ухудшение и плохой исход. Крепелин не видел различий между тем, что сейчас бы определили, как тяжелую форму депрессии и биполярным расстройством. Все эти состояния по его представлениям были проявлениями маниакально-депрессивного психоза:17-18.
В одно время с Крепелиным свою концептуализацию психических расстройств разрабатывал Зигмунд Фрейд, основатель теории психоанализа. Для Фрейда симптомы психических расстройств представляли мало интереса. Он считал, что симптомы скрывают за собой истинные причины психических расстройств, которые заключались во внутренних конфликтах в области бессознательного и непроработанных детских травмах:19.

## Статистическое руководство и другие классификации в США в первой половине XX века
В первой половине XX века большинство американских психиатров работало в психиатрических лечебницах. В лечебницах в то время широко применяли к разным пациентам седативные препараты, инсулиновые комы, лоботомию. Точная диагностика для психиатров той поры имела лишь небольшое значение, поскольку к различным состояниям применялся один и тот же набор процедур:19.
Лечебницы в то время являлись одной из самых больших статей расходов штатов США, поэтому представители легислатур требовали отчетности о потраченных средствах. Для унификации отчетности было создано статистическое руководство под названием «Статистическое руководство для использования в учреждениях для содержания душевнобольных». Руководство создавалось для использования в практических целях для управления и составления отчетности в лечебницах, что наложило отпечаток на его характер. В «Статистическом руководстве» психические расстройства были разделены на 21 группу, из которых 20 групп описывали психотические расстройства (алкогольный психоз, деменция прекокс, психоз из-за опухоли мозга) и только 1 группа описывала непсихотические расстройства, которые были разделены на 4 подтипа: неврастенические, психастенические, истерические и тревожные. Классификация в «Статистическом руководстве» была составлена на основе представлений о биологических причинах психических расстройств:20.
Психиатры уделяли мало внимания классификации расстройств в «Статистическом руководстве». Считалось, что эта классификация нужна прежде всего для сбора статистики. Адольф Мейер, один из ведущих психиатров того времени, крайне низко оценивал классификацию расстройств в «Статистическом руководстве»:20.
Другим важным документом с классификацией психических расстройств в первой половине XX века в США стала «Номенклатура и методы записи диагнозов». Этот документ был разработан психиатрами по заказу армии США и для нужд армии США. В этой классификации, в отличие от «Статистического руководства», много внимания уделялось психосоциальной природе психических расстройств, которая проявлялась через взаимодействие человека с внешней социальной средой. Это отражало специфику проявления психических расстройств во время войны, когда из-за сильного стресса психические расстройства могли начать развиваться у людей, которые до этого с ними не сталкивались. В классификации было заметно влияние Адольфа Мейера, который описывал психические расстройства, как определенные «реакции»:21-23.

## DSM-I
Первая редакция «Диагностического и статистического руководства по психическим расстройствам» (DSM) была опубликована в 1952 году. Она создавалась для унификации и классификации психических расстройств в послевоенный период в США. Эта классификация объединяла в себе описание психических расстройств, которые обычно встречались в лечебницах из «Статистического руководства» и акцент на психосоциальных факторах из военной классификации психических расстройств:25-26.
DSM-I создавалось под влиянием фрейдистского психоанализа, который в это время набирал популярность в США и эклектичного учения о «психобиологии» известного психиатра Адольфа Мейера. Психодинамические концепты в DSM-I были включены в описания расстройств. В разделе о психоневротических реакциях в качестве центральной проблемы рассматривалась тревожность. В DSM-I утверждалось, что тревожность может проявляться через депрессию, фобии, навязчивые мысли, диссоциацию. Всего в DSM-I содержалось около 100 отдельных диагнозов, лишь немногие из которых были ясно определены:25-31.
DSM-I привлекло к себе мало внимания, даже в среде специалистов по психическим расстройствам. В основном оно использовалось для сбора статистики и оформления отчетности:25-31.

## DSM-II
DSM-II был разработан и принят Американской психиатрической ассоциацией в 1968 году. По сравнению с DSM-I количество диагнозов в DSM-II выросло, но логика их организации существенно не изменилась. В DSM-II сократилось влияние теоретического наследия психиатра Адольфа Мейера. Авторы DSM-II в основном отказались от терминологии Мейера, который концептуализировал психические расстройства как определенные «реакции» на внешние и внутренние стрессоры. «Шизофреническая реакция» была переименована в просто «шизофрению». Тем не менее теоретические предположения психоанализа продолжали стоять за описаниями ряда диагнозов. В DSM-II сохранилось понятие «невроза» и важное значение тревожности при неврозе. Другое нововведение в DSM-II заключалось в том, что составители отказались от жесткого разделения психических расстройств на органические и психогенные:31-32.
DSM-II также не привлек особого внимания со стороны профессионального сообщества и широкой публики. Единственным исключением стал протест ЛГБТ-активистов, которые настаивали, что гомосексуальность не является психическим расстройством. Психиатр Роберт Спитцер выступил в качестве переговорщика с решительно настроенными активистами и приложил усилия, чтобы уладить конфликт с ЛГБТ-сообществом. В итоге было принято решение депаталогизировать гомосексуальность и не считать её больше психическим расстройством, если она не приносит человеку страданий:40-42

## Причины низкого интереса к диагностике психических расстройств во времена DSM-I и DSM-II
В эпоху DSM-I и DSM-II проблемы точной диагностики не привлекали внимания специалистов в сфере психических расстройств и не интересовали широкую публику. Эти классификаторы оставались фактически культурно «невидимыми». Многие психиатры и терапевты ими практически не пользовались. У этой низкой значимости классификаторов и диагнозов был ряд причин:33-35.
В 1950-е и 1960-е в США был короткий период расцвета психоанализа в психиатрии. Психоаналитики не интересовались вопросами точной и объективной диагностики. Они считали, что психические проблемы их клиентов носят глубоко личный, уникальный характер, который не укладывается в шаблоны диагнозов.
Психоаналитики с недоверием относились к симптомам психических расстройств. По их мнению внешние симптомы лишь создавали завесу перед скрытыми неразрешенными конфликтами в бессознательном, которые являлись истинной причиной психического расстройства. Лучшим методом лечения психических расстройств согласно психоаналитической теории являлась длительная разговорная психотерапия:33-35.
Пациенты, которые в этот период времени, обращались за помощью амбулаторно в основном платили из собственных средств. Им не нужно было обязательно иметь конкретный диагноз для того, чтобы проходить психотерапию или получить рецепт на психотропный препарат. Это все было вопросом личной договоренности между пациентом и психиатром. Самыми распространенными проблемами амбулаторных пациентов с которыми они приходили на прием, были жалобы на тревожность и неудовлетворенность жизнью. У большинства амбулаторных пациентов диагностировали невроз и какую-то разновидность тревожной реакции. Депрессию в этот период диагностировали относительно редко:33-35.
В конце 1950-х годов в США появились первые препараты из класса транквилизаторов, которые быстро стали очень хорошо продаваться. Первым был мепробамат (милтаун), который принимало до 5 % всех американцев спустя всего год после его появления на рынке. За мепробаматом на рынке появились не менее популярные бензодиазепиновые транквилизаторы. Транквилизаторы продвигались и использовались не в качестве специального средства для конкретного расстройства. Они рекламировались для использования в случае таких неопределенных состояний, как «напряжение», «стресс». Фактически транквилизаторы часто использовались обычными людьми, чтобы справиться с неприятными эмоциями от трудностей жизни. Никакого специального психиатрического диагноза для употребления транквилизаторов в то время не требовалось:35-40.
В 1950-е отношение обычных людей к психиатрии в США было в целом благоприятным, что тоже частично объясняет отсутствие критической заинтересованности в психиатрических диагнозах. Люди стали чаще посещать психиатров. Психиатрия, особенно в её психоаналитическом изводе стала модной темой для журналов, книг-бестселлеров. Язык психоанализа доминировал не только в сфере психиатрии, он был повсюду: в вопросах воспитания детей, образовании, религии, литературе, социальной философии, юриспруденции:33-34.

## Кризис в психиатрии и мотивация для создания DSM-III
Историки науки полагают, что психиатрия не развивалась путем постепенного прогресса и последовательного приращения знания. Анна Харрингтон предлагает видение психиатрии, как череды проектов, часто построенных на отвержении трудов предшественников. После краха очередного проекта, на его обломках появлялся совсем другой проект психиатрии. К примеру, В XIX веке появляется проект психиатрии, который делает ставку на создание и развитие больших психиатрических лечебниц. Со временем несостоятельность этого проекта становится все более очевидна. На смену нему в конце XIX века приходит новый проект, где основным акцентом является постижение безумия через нейроанатомическое изучение особенностей строения мозга.
Социолог психиатрии Оуэн Уоули соглашается с пониманием истории психиатрии, как сменяющихся проектов, каждый из которых терпит крах и уступает место новому. Но он в своих объяснениях подчеркивает прагматический характер декларации смены парадигм в психиатрии. Объявление о смене парадигмы по мнению Уоули на самом деле работает на сохранение престижа психиатрической профессии и маскирует провалы психиатров и отсутствие у них знания о психических расстройствах. После краха очередной парадигмы все провалы и неудачи психиатрической профессии списываются на ошибки прошлого и на заблуждения предшественников. Появляется новая парадигма, которая обещает принести хорошие результаты. Но эти результаты будут не сейчас, а в ближайшем будущем. По мнению Уоули с помощью такой стратегии психиатрическая профессия поддерживает свою легитимность, обвиняя в неудачах своих предшественников и откладывая полноценную демонстрацию своей эффективности на будущее.
Уоули утверждает, что принятие DSM-III стало одной из главных стратегий, позволившей спасти психиатрическую профессию из кризиса в котором она оказалась в 1970-х годах в США. С помощью этой стратегии набирающие влияние биологически ориентированные психиатры намеревались отмежеваться от психоанализа и его сторонников, а также обвинить их в неудачах психиатрической профессии. По мнению сторонников биологической психиатрии будущее их профессии лежало в восстановлении её принадлежности к медицине. Для этого настоятельно требовались коренные изменения в диагностике психических расстройств, которые придали бы психическим диагнозом точность и надежность и приблизили бы психиатрическую диагностику к медицинской диагностике. Создание DSM-III стало возможностью для коренного пересмотра диагностики психических расстройств и преобразования психиатрии.

## Проблемы с диагностикой в психиатрии
Психиатры в США столкнулись с нарастающей критикой психиатрической диагностики в конце 1960-х и в 1970-х. Критике в то время часто подвергались не просто надежность и точность диагнозов, но и сама способность психиатров отличить психическую норму от психического расстройства. Большую известность получил эксперимент психолога Розенхана. В ходе эксперимента психиатры в лечебнице оказались не способны распознать симулянтов, которые лишь поверхностно имитировали психическое расстройство. Этот эксперимент подвергся в то время жесткой критике, а позже были обнаружены возможные свидетельства его фальсификации.
Тем не менее другие исследования, которые проводили сами психиатры демонстрировали явные проблемы с диагностикой. Исследование Аарона Бека показало, что только половина психиатров ставит один диагноз пациенту, которого они обследует по отдельности. В другом известном эксперименте психиатрам из разных стран показали видео с беседой с человеком. На основе просмотра этого видео американские психиатры чаще диагностировали у него шизофрению, в то время как английские психиатры видели у него маниакальную депрессию:49-56.
Большую известность получили критики психиатрии, которые позже стали известны как представители движения антипсихиатрии. Томас Сас пишет популярные книги с критикой психиатрии. Один из основных тезисов заключается в том, что диагностика психических болезней не основана на обнаружении органической патологии, поэтому психические расстройства нельзя считать подлинными болезнями. По мнению Саса психиатры используют понятие «психическая болезнь» для того, чтобы негативно маркировать поведение людей, которое им по каким-то причинам кажется плохим:49.

## Причины и стимулы для создания новой классификации психических расстройств
Различные факторы стимулировали создание новой классификации и другой диагностики психических расстройств. Некоторые из этих факторов действовали изнутри психиатрической профессии, другие были связаны с воздействием внешних влияний. В реформе диагностического подхода были заинтересованы ученые-исследователи, страховые компании, фармацевтические компании и государственные регуляторы:50.
Запрос на точную классификацию возник со стороны ученых-исследователей, занятых в сфере психиатрии. В ходе исследований им нужно было изучать большие однородные группы пациентов и использовать воспроизводимые методы. В отличие от клиницистов, которые фокусируются на отдельных пациентах, исследователям надо было работать с обобщениями и большими обезличенными данными:52-53.
Растущая потребность в более точной диагностике была связана и с экономическими причинами. Все чаще амбулаторный визит к специалисту в США оплачивался через медицинскую страховку, а не из личных средств пациента. Страховые компании были заинтересованы в выборочной оплате терапии лишь ограниченного числа точно определенных болезней. Траты на затяжные сессии психоанализа, где решались смутно понятные проблемы, являлись невыгодными для страховых компаний:49-50.
Использование психотропных препаратов в США тоже породило запрос на преобразования в диагностике. В 1970-е года в США стало очевидно, что бензодиазепиновые транквилизаторы, которые часто назначались при различных жалобах пациента, вызывают зависимость. Управление по продовольствию и лекарствам (FDA) стало требовать, чтобы применение психотропных препаратов ограничилось только определенными болезнями. Управление начало предостерегать фармацевтические компании от рекламы своих препаратов в качестве средств, которые помогают справиться с трудностями в жизни:47-49. Появление новых психотропных препаратов также способствовало движению к новой диагностике. Считалось, что новый антидепрессант имипрамин хорошо помогает при депрессии, но бесполезен при шизофрении. Первые нейролептики стали использовать в основном при шизофрении, а в случае маниакально-депрессивного психоза стали назначать литий:45-46.

## DSM-III

### Начало создания DSM-III и выработка основных принципов новой классификации
Созданием DSM-III руководил психиатр Роберт Спитцер. Он получил психоаналитическое образование, но позже разочаровался в психоанализе и присоединился к биологически ориентированным психиатрам. Спитцер участвовал в разработке DSM-II, а также успешно уладил конфликт с гей-активистами по поводу депатологизации гомосексуальности. Спитцер без особых затруднений занял руководящую должность в комиссии по созданию DSM-III. Желающих заняться такой работой среди специалистов было в то время не так много. Известные психиатры в основном не интересовались вопросами составления диагностических классификаций и не считали их очень значимыми. Но Спитцер проницательно предугадал, что создание новой классификации сможет стать способом радикально переменить психиатрию:42-43.
Американская психиатрическая ассоциация предоставила Спитцеру много свободы для работы над DSM-III. Он мог самостоятельно руководить организацией работы над DSM-III и определять повестку будущих изменений. В разработке DSM-II принимали участие всего 30 человек. Над DSM-III работало уже 200 человек, каждый их которых был лично назначен Спитцером. Все они были распределены по 14 совещательным комитетам, каждый из которых занимался определенным классом психических расстройств и общую рабочую группу. Спитцер лично принимал деятельное участие в работе каждого комитета и согласовывал все формулировки:55.
В работе над DSM-III Спитцер опирался на поддержку группы ученых и психиатров из Вашингтонского университета, которые разделяли его идеи о важной роли биомедицинской модели психических расстройств и необходимости сделать психиатрию полноценной частью медицины. Они настаивали на том, что в новой классификации психические расстройства должны представлять собой четко очерченные категории из кластеров наблюдаемых симптомов:53-54.
За один из образцов для DSM-III были взяты разработанные в Вашингтонском университете «критерии Фейнера», которые использовали для диагностики обязательный набор определенных симптомов. Одной из главных целей при создании новой классификации стало повышение надежности диагноза, то есть гарантии, что разные психиатры будут способны поставить один и тот же диагноз одному пациенту. Другой принцип, который лег в основу создания DSM-III — это атеоретичность или нейтральность к теории. Это означало, что в самом диагнозе не должно быть отсылок к какой-либо теории, описания причин, этиологии:53-59.
Вся диагностика строилась исключительно на описании кластеров наблюдаемых симптомов. Этиология и биомаркеры психических расстройств не были известны, поэтому они не упоминались в DSM-III:59.
Спитцер понимал, что новая диагностическая классификация должна соответствовать интересам сразу двух групп: ученых-исследователей и клиницистов. Ученые требовали диагнозов с четкими критериями включения и исключения. Психиатры настаивали на отображении в DSM всех проблем, с которыми они уже привыкли работать в повседневной практике. Если бы новая классификация не удовлетворяла запросы обычных психиатров, то они бы проголосовали против нее на собрании Американской психиатрической ассоциации. Поэтому при составлении новой классификации Спитцер прагматично придерживался инклюзивного подхода и с готовностью шел на компромиссы о включении новых диагнозов: «Если какая-то группа клиницистов считала диагноз важным, то мы включали его, за редкими исключениями. Только так можно было добиться приемлемого для всех результата». На основе таких принципов работы в DSM-III было включено 265 диагнозов (в DSM-I было 106 диагнозов, в DSM-II — 182 диагноза):53-59.

### Понятие невроза в DSM-III
Спитцер вместе с биологическими психиатрами первоначально намеревался избавиться от понятия «невроза» в новом DSM. Они считали, что концепт «невроза» является частью теории психоанализа, а следовательно противоречит атеоретическому подходу DSM-III. Психоаналитики для которых понятие «невроза» имело центральное значение выступили с резкими возражениями. Возникала опасность, что DSM-III будет отклонен на голосовании при собрании Американской психиатрической ассоциации. Спитцер вынужден был пойти на уступки психоаналитикам и сохранить упоминание невроза в DSM-III, но в ограниченной форме и соблюдая описательный подход:59-60.

### Депрессия в DSM-III
Одним из самых серьезных нововведений в DSM-III стало изменение концептуализации депрессии. В прошлом в психиатрии обычно выделялись два различных типа депрессии. Меланхолическая или эндогенная депрессия считалась редким и тяжелым состоянием. Она характеризовалась длительным упадком сил, крайне плохим настроением, отсутствием реакции на события в жизни, чувством вины и бесполезности, умственной и двигательной заторможенностью. Состояние пациента при меланхолической депрессии могло ухудшиться до психоза и галлюцинаций. Считалось, что при этом состоянии психотерапия малоэффективна и улучшений можно добиться с помощью электросудорожной терапии и антидепрессантов:67-62.
Второй тип депрессии был известен под множеством разных названий: «реактивная депрессия», «невротическая депрессия» или просто «депрессия». У этого типа депрессии было много общего с концептом «неврастении», который предложил Джордж Бирд в XIX веке в США. Этот тип депрессии отличался размытым широким спектром симптомов: усталостью, беспокойством, тревожностью, болью в теле. Обычно такому типу депрессии предшествовало стрессовое событие и он легче переносился. Таких пациентов редко госпитализировали, они наблюдались у психиатра амбулаторно и получали психотерапию и транквилизаторы:67-72.
При составлении DSM-III был принято решение отказаться от традиции разделения депрессии на два типа и объединить их в один тип: «большое депрессивное расстройство». Историк психиатрии Эдвард Шортер оценивает это решение о слиянии, как ошибочное: «Это два разных типа депрессии. Они отличаются друг от друга, как туберкулез и свинка. Нет смысла смешивать их вместе под общим термином „депрессии“»:67-72.
В DSM-III отказались от разделения депрессии на эндогенную и экзогенную. Единственным исключением было упоминание горя от смерти родственника или близкого человека. Наличие такого горя у людей в течение нескольких месяцев после смерти близкого человека исключало диагноз депрессии:67–72.
В результате модификации критериев в DSM-III депрессия стала одним самых распространенных психических расстройств. Во многом понятие депрессии наложилось на проблемы, которые раньше идентифицировали как «тревожность», «стресс», «нервное напряжение». Расширительное толкование депрессии в DSM-III способствовало росту применения антидепрессантов, который начался в конце 1980-х годов с появлением на рынке флуоксетина и других антидепрессантов из класса СИОЗС:67–72.

## Значение DSM-III
Создание DSM-III стало большим событием в американской психиатрии и за её пределами, в отличие от прошлых редакций DSM-I и DSM-II, которые оставались практически незамеченным даже внутри психиатрической профессии. DSM-III получил самое широкое распространение и признание. Им пользовались страховые компании для компенсации за лечение. DSM-III вошел в образовательные стандарты и учебники по психиатрии. Даже психологи, которые изначально были скептически настроены к DSM-III, признали значение этой классификации. Концепции DSM-III стали доминировать в науке. NIMH (Национальный институт психического здоровья) стал выдавать гранты на исследования, которые проводились согласно критериями из DSM-III. Успех DSM-III также позволил психиатрам успешно выстроить защиту от критики психиатрии, которая преследовала их на протяжении двух десятилетий и восстановить престиж психиатрической профессии:83-86.
В 1980-х годах широко распространилось мнение, что DSM-III превзошел все прошлые классификации психических расстройств. За этим триумфом было незаметно, что DSM-III построен на шаткой эмпирической основе и небольшом количестве спорных исследований. Внимание к недостаткам DSM-III возникнет позже, когда станут очевидны неудачи этой модели, а научные исследования нейробиологических причин психических расстройств по критериям DSM зайдут в тупик:83–86.

## DSM-III-R
Редакции DSM-III-R и DSM-IV были созданы на концептуальной основе DSM-III и не содержали в себе революционных изменений. Эти редакции DSM формировались в соответствии с базовыми принципами DSM-III: атеоретичностью (нейтральности в отношении теории), диагностикой на основе наблюдаемых симптомов, понятными критериями включения и исключения, твердыми диагностическими категориями:86.
Роберт Спитцер продолжал полностью контролировать работу над DSM-III-R. При создании DSM-III-R была поставлена цель добавить в классификацию данные на основе новых исследований и сделать DSM более совместимым с Международной классификацией болезней. Значение и роль DSM значительно выросла после принятия DSM-III, поэтому при составлении новых редакций проявилось влияние внешних в отношении психиатрии групп, которые лоббировали определенные изменения в классификации:86-89.

### Феминистская критика DSM
Женские и феминистские организации и активистки оказали сильное влияние своей публичной критикой и лоббированием на формирование новых редакций DSM. Они требовали отказаться от психиатрических диагнозов связанных с менструацией и расстройств личности, связанных со стереотипно женственными чертами характера. В то же время женские группы были активными сторонниками расширение диагностических границ посттравматического стрессового расстройства (ПТСР) и восстановления диагноза множественной личности:90.
Психолог Паула Каплан стала одним из наиболее последовательных критиков включения в DSM-III-R диагноза «мазохистическое расстройство личности». Каплан и другие феминистки настаивали на том, что этот диагноз может быть использован для того, чтобы заклеймить и унизить пострадавших от домашнего насилия женщин. Каплан организовала успешную публичную кампанию против этого диагноза и регулярно появлялась в ток-шоу на телевидении для того, чтобы озвучить свою критику. Под влиянием критики со стороны феминисток диагноз «мазохистическое расстройство личности» был переименован в «самоповреждающее расстройство личности» и помещен в приложение к DSM-III-R, где содержались психиатрические диагнозы, которые нуждались в дальнейших исследованиях:90–93

## DSM-IV
Созданием DSM-IV руководил психиатр Аллен Фрэнсис, уже имевший опыт работы над DSM-III и DSM-III-R. Аллен Фрэнсис выбрал более децентрализованный подход к работе над новой редакцией DSM, в отличие от своего предшественника Роберта Спитцера, который стремился лично контролировать каждую деталь. Фрэнсис набрал более разнообразную группу экспертов различных научных школ и теоретических направлений. Свой подход к созданию DSM Фрэнсис обозначил, как консервативный, направленный прежде всего на доработку и уточнение, а не на радикальные изменения. Тем нем менее уже позже Фрэнсис высказал сожаление о том, что недооценил возможные последствия изменений диагностических критериев ряда расстройств. Эти изменения, по его мнению, повлекли за собой диагностическую инфляцию, гипердиагностику, неоправданную медикализацию и ятрогенный вред от избыточного применения психотропных препаратов:87.

### Биполярное расстройство II типа в DSM-IV
Диагноз биполярного расстройства впервые появился в DSM-III. В DSM-III-R этот диагноз остался без изменений. В DSM-IV появился новый диагноз «биполярного расстройства II типа», который сильно расширил диагностические границы биполярного расстройства. Для постановки диагноза биполярного расстройства II типа было достаточно наличия депрессии и одного эпизода гипомании, продолжительностью всего в 4 дня и более. Эпизод гипомании определялся по наличию трех из семи симптомов, таких, как снижение количества сна, болтливость, повышенная самооценка, трудности с концентрацией внимания. Подобного рода симптомы в силу разных причин возникают у многих людей. Границы между депрессией и биполярным расстройством благодаря этой новации оказались размыты. Количество диагнозов биполярного расстройства значительно выросло:109–112.
Изменениями в диагностике и определении биполярного расстройства воспользовались фармацевтические компании, которые стали продвигать препараты для биполярного расстройства. В 1990-е года были разработаны новые атипичные нейролептики, такие как оланзапин и кветиапин. Эти препараты считались неподходящими для терапии депрессии и использовались в основном при шизофрении. После роста диагностики биполярного расстройства фармацевтические компании воспользовались возможностью рекламировать атипичные нейролептики для новой и растущей в количестве группы пациентов с биполярным расстройством II типа:109-112.

## DSM-5
Процесс создания DSM-5 серьезно отличался от работы над DSM-III-R и DSM-IV. При работе над прошлыми редакциями DSM-III-R и DSM-IV была поставлена цель постепенных улучшений и уточнений, которые не затрагивали бы базовые принципы DSM-III: атеоретичность, описательный характер. Создатели же DSM-5 изначально поставили перед собой цель серьезно изменить основные принципы диагностической системы и запустить новую «смену парадигмы». Но в силу разных обстоятельств эта попытка коренной реформы диагностики в психиатрии оказалась неуспешной:116-121.

### DSM-5 и нейронауки
Работа над DSM-5 начиналась с расчетом на отказ от принципа атеоретичности и намерениями на включение данных об этиологии психических расстройств. Истоки этих устремлений можно отыскать в переменах в практике психиатрии с 1980-х годов. В 1980-е года в психиатрии практиковались свободное сочетание методов психотерапии, фармакологии, психосоциальных интервенций. После этого акцент в психиатрии стал смещаться на психотропные препараты и биомедицинскую модель. Большим влиянием и популярностью стали пользоваться нейронауки. Именно на открытия и достижения нейронауки многие психиатры возлагали надежды на прогресс в психиатрии и появление новых истинно медицинских методов диагностики психических расстройств с помощью лабораторных анализов:116-121.
Создатели DSM-5 изначально собирались включить данные о биологических механизмах психических расстройства, что могло бы сделать психиатрические диагнозы валидными и основанными на этиологии. Однако попытка включить данные из нейробиологии и генетики в DSM-5 провалилась. Исследования из области генетики противоречили предположениям DSM о специфичности расстройств: одни и те же гены могли делать человека уязвимым к разным расстройствам. Ни одно расстройство не оказалось связано с четко определенными вариантами генов. Исследования с использованиями инструментов нейровизуализации тоже показали много общего между различными расстройствами. С другой стороны исследования показали большую гетерогенность психических расстройств. За одним диагнозом на самом деле могли скрываться совершенно разные патофизиологические процессы. Данные исследований в сфере генетики и нейробиологии ставили под сомнение само фундаментальное представление психиатрии о психических расстройствах, как об отдельных гомогенных сущностях с четко очерченными границами:116-121.

### Критика и конфликты при создании DSM-5
Создание DSM-5 связано с большим количеством конфликтов и разногласий, которые были вынесены в публичную сферу и широко освещались в СМИ. Новые конфликты были во многом связаны с критикой, которая исходила изнутри самой психиатрической профессии. Процесс создания DSM-5 критиковали Роберт Спитцер, Аллен Фрэнсис и Томас Инсел (директор Национального института психического здоровья). Аллен Фрэнсис критиковал создателей DSM-5 за чрезмерную медикализацию нормальных состояний психики и диагностическую инфляцию. Ученые, занятые исследованиями в сфере нейробиологии психических расстройств по своим причинам все чаще высказывали критику в отношении DSM. Они столкнулись с постоянными провалами в поиске причин и биологических механизмов психических расстройств:116-126. Одну из проблем исследователи стали видеть в DSM-5 и отсутствии валидности в психиатрической диагностике. Томас Инсел говорил:
DSM принято считать «Библией» для области психиатрии. Но в лучшем случае это всего лишь словарь, где есть перечень понятий и определения для каждого из них. Сильной стороной каждого из изданий DSM была «надежность». Каждое издание гарантировало, что клиницисты используют одни и те же термины одинаковыми способами. Но DSM не хватает валидности. В отличие от наших определений ишемической болезни сердца, лимфомы или СПИДа, диагнозы DSM основаны на консенсусе относительно кластеров клинических симптомов, а не на объективных лабораторных показателях.
По инициативе Томаса Инсела NIMH приступил к разработке альтернативной системы классификации психических расстройств — Критерии исследования домена (Research Domain Criteria, RDoC), которая позволила бы отказаться от использования DSM при проведении исследований.